# Персико-Дозимо
Персико-Дозимо (итал. Persico Dosimo) — коммуна в Италии, располагается в регионе Ломбардия, подчиняется административному центру Кремона.
Население составляет 2650 человек, плотность населения составляет 133 чел./км². Занимает площадь 20 км². Почтовый индекс — 26043. Телефонный код — 0372.
Покровителями коммуны почитаются святые Косма и Дамиан, целители безмездные, и святая Колумба.

## Известные личности, родившиеся в Персико-Дозимо
- Арканджело Гислери (1855–1938) — итальянский философ, географ, политический деятель, поэт; автор статей в Энциклопедии Граната.